# Montfey
Montfey é uma comuna francesa na região administrativa de Grande Leste, no departamento de Aube. Estende-se por uma área de 11,49 km². Em 2010 a comuna tinha 133 habitantes (densidade: 11,6 hab./km²).